# Hostinné
Hostinné (în germană Arnau) este un oraș cu 4.773 loc. (în 2003) situat în districtul Trutnov, Cehia. 

## Date geografice
Hostinné este amplasat pe cursul superior al Elbei la ca. 15 km vest de orașul Trutnov la poalele munților Metaliferi.

## Orașe înfrățite
- Bensheim, Germania

## Evoluția populației
| Anul          | 1843 | 1900 | 1930 | 1970 | 1980 | 1991 | 2001 | 2003 |
| Nr. locuitori | 207  | 4193 | 4502 | 4229 | 5016 | 5181 | 4886 | 4795 |

## Personalități marcante
- Gerfried Schellberger

### Literatură
- Marianne Mehling: Knaurs Kunstführer Tschechische Republik. ISBN 3-426-26609-1
- Joachim Bahlcke u. a.: Handbuch der historischen Stätten Böhmen und Mähren. Kröner-Verlag, Stuttgart 1998, ISBN 3-520-32901-8